# Francesc Ferriol
Francesc Ferriol i Carreras (Barcelona, 3 de mayo de 1871 - ibidem 3 de julio de 1946) fue un arquitecto español. Tras un periodo inicial de creatividad de doce años en Barcelona, se traslada a Zamora en 1908, donde trabaja como arquitecto municipal de Zamora, permaneciendo allí durante casi una década y dejando en la ciudad una veintena de muestras de arquitectura modernista. Considerado por algunos estudiosos como parte de: "els altres arquitectes modernistes". Entre sus obras zamoranas cabe destacar el Teatro Ramos Carrión de Zamora. Tras su labor en Zamora logra conseguir la plaza de arquitecto provincial de Cádiz, ciudad en la que sólo residió poco más de un mes, pues tras solicitar una licencia, presentó la renuncia al cargo al ser nombrado arquitecto de la Cambra de la Propietat Urbana de Barcelona. Regresa a su ciudad natal en el verano de 1916 donde permaneció hasta su fallecimiento, acaecido el tres de julio de 1946. En 1924 realiza el proyecto para la Casa de estilo "Noucentista" de la Calle Villà Nr.3 de Sant Cugat del Vallès, un encargo de Bienvenido Badés. Esta casa pasó en el 1990 a ser propiedad del pintor suizo Rudolf Häsler, artista considerado como de los máximos precursores del  Nuevo Realismo, nombrado Hijo Predilecto de la ciudad de Sant Cugat en 2017.

## Carrera
Nace Francisco en familia humilde, hijo de Josep Ferriol que es carpintero de la Bisbal, y la barcelonesa Dolors Carreras. Fue bautizado en la Catedral de Barcelona. Tras finalizar sus estudios de Bachillerato ingresó en l’Escola d’Arquitectura de la Ciudad Condal donde se tituló en el año 1894. Su proyecto final trataba sobre unas mejoras en el casino del Círculo Ecuestre de la capital catalana. Iniciando su carrera arquitectónica en la ciudad de Barcelona, es discípulo del arquitecto modernista Lluís Doménec i Montaner en 1894. Su misión fue la reforma del Seminario de Comillas y la conversión del restaurante de la Exposición Universal de 1888 en el Museu Municipal d’Història, edificio conocido como el Castillo de los Tres Dragones, que de 1920 a 2010 fue el Museo de Zoología de Barcelona y que desde 2011 es parte integrante del Museo de Ciencias Naturales de Barcelona en tanto que el Laboratori de Natura (Laboratorio de Naturaleza).

### Periodo catalán
Al finalizar sus estudios realiza algunas obras y diseños en Barcelona. En julio de 1894 realizó su primer proyecto de cierta envergadura, la construcción de un inmueble en la calle Borrell para Joan Veinet. En 1900 contrajo matrimonio con Trinitat Vall i Sanllehy, y fruto de su relación nacioe un niño con una severa discapacidad psíquica. Esta situación hace que abandone el ejercicio liberal de su profesión de arquitecto, para optar a ejercer como arquitecto de la administración. Durante estos primeros proyectos parece como si tuviera reticencias en la incorporación al movimiento modernista. Comienza a mostrar detalles modernistas en 1903 en el diseño de dos inmuebles situados en los números 202 y 204 de la calle París y promovidos, respectivamente, por Josep Batlles y Teresa Vallhonrat: casa Batlles. Los planos de ambos edificios fueron firmados en junio de 1903. Los trabajos condales de esta época ya muestran el conocimiento del lenguaje modernista. Las técnicas del estilo que realiza en las casas Batlles y Batlle fue muy apreciada por Francesc, es por esta razón por lo que posteriormente vuelve a emplearlos. Tras doce años de actividad profesional en Barcelona alcanza madurez en el desarrollo del lenguaje modernista, logrando un lenguaje propio. Obtiene la plaza en la administración en Zamora, por la dimisión de Gregorio Pérez Arribas. A esta plaza se presentaron además de Francesc Ferriol: Ildefonso Bonells Rexach y Ricardo Vantereu Ylario.

### Periodo zamorano
En 1908 se traslada a la ciudad de Zamora donde ejerce como arquitecto municipal. En 1916 regresa a Barcelona y dedica el resto de su carrera al asesoramiento técnico y legal. Uno de sus primeros trabajos consiste en un estudio urbanístico para el ensanche en 1908 de la Plaza Mayor. Ferriol no logró integrarse en la sociedad zamorana de la época, ni se relacionó con las clases acomodadas. Esta razón se afirma porque su familia, tras una breve estancia en la ciudad, decidió regresar y pasar gran parte del año 1908 en Barcelona. Es por esta razón por la que el arquitecto no fue elegido para las grandes obras que se ideaban. No tuvo grandes solares, ni fachadas importantes a calles principales. Este impedimento no logró que el arquitecto mostrara su calidad y enseñanza del modernismo catalán. Es de resaltar la importante influencia que logró ejercer en sus colegas arquitectos que trabajaban en Zamora, cabe destacar en Gregorio Pérez Arribas cuando regresa a su puesto años después. Los arquitectos zamoranos se ven obligados a competir con el catalán por lograr un estilo arquitectónico más efectivo. Es por esta razón por lo que en la ciudad comienza a proliferar un estilo de gran nivel. 
Una de las primeras obras de Francisco fue la casa del farmacéutico Gregorio Prada (ubicada en la confluencia de las calles Renova y Quebrantahuesos). En ese mismo año de su llegada a Zamora diseña la casa Prada que se edificó en un inmueble situado en la confluencia de la calle Traviesa y la plaza del Mercado. En estas primeras obras se muestra la austeridad y la simplicidad como nota más característica de los interiores. Tras ello fue encargado por el Ayuntamiento para diseñar un nuevo matadero municipal. Por un motivo desconocido, no fue ejecutado. Diseña la casa vivienda, de pequeño tamaño, de Valentín Matilla, ubicada en la calle de Santa Clara (número 31) y proyectada en 1911. Diseña la Casa Gato en 1912. Este mismo año recibe el encargo de reformar un inmueble situado en Santa Clara (número 6) y que es propiedad de María Crespo.

### Asesor legal
Abandona el cargo zamorano dimitiendo por motivo de salud de su familia. Logra el puesto de arquitecto en Cádiz, donde reside escasos meses y regresa a Barcelona. En su ciudad natal lleva a cabo un trabajo de asesoramiento técnico y legal. También proyectó algunos inmuebles en esta última época.

## Obras
Cabe destacar un periodo inicial en su tierra natal en el que se destacan:
- Casa Joan Veinet (Barcelona, 1894) - 202 de la calle París
- Casa Joan Veinet II (1895) - 204 de la calle París
- Casa Emilio Batlle de la calle Diputación, 30 (1905)

En la ciudad de Zamora realizó una veintena de obras, algunas de las más destacadas son:
- Una ampliación de la Plaza Mayor (1908).
- Casa Prada (1908), en la calle Quebrantahuesos con vuelta a la calle Renova.
- Laboratorio Municipal (1909) en los Jardines del Castillo.
- Casas López (1908) y Leirado (1910) en la cuesta Balborraz
- Casa Montero en calle Orejones (1910).
- Teatro Ramos Carrión (1911).
- Casa de Juan Gato (1912), en la calle Nicasio Gallego con vuelta a la calle Ramón Álvarez.
- Casa Crespo. Zamora (1912).
- Casa Tejedor (1913) en la Ronda de la Feria con vuelta a la Carretera de Sanabria.
- Casas de Valentín Matilla en la calle de Santa Clara (1911 y 1915).
- Casa Norberto Macho (1915) en la plaza de Sagasta)

También realizó otras en la provincia de Zamora, entre ellas:
- Casa Corcobado (1918), en Alcañices.
- Casa Häsler (1924) en Sant Cugat del Vallés, Barcelona
- Casa Estivill (1928) en la calle Riera de Sant Miquel 15 de Barcelona. Fachada recientemente rehabilitada siguendo los planos originales. Actualmente son los apartamentos turísticos Click&Flat Seneca Suites.